# Habibi (Ghali)
Habibi è un singolo del rapper italiano Ghali, pubblicato il 1º settembre 2017 come quarto estratto dal primo album in studio Album.

## Promozione
Il brano è stato inserito nella colonna sonora del videogioco FIFA 19.

## Video musicale
Il videoclip, diretto da Matthew Dillon Cohen, è stato pubblicato il 26 luglio 2017 sul canale YouTube del rapper un mese prima della pubblicazione ufficiale del singolo.

## Classifiche

### Classifiche settimanali
| Classifica (2017) | Posizione massima |
| ----------------- | ----------------- |
| Italia            | 7                 |

### Classifiche di fine anno
| Classifica (2017) | Posizione |
| ----------------- | --------- |
| Italia            | 32        |
| Classifica (2018) | Posizione |
| Italia            | 100       |